# O Elvas Clube Alentejano de Desportos
Maillots
L'O Elvas CAD est un club de football portugais basé à Elvas dans le sud du Portugal.

## Historique
Le club passe 5 saisons en Liga Portugal (1re division). 
Il obtient son meilleur résultat en D1 lors de la saison 1947-1948, où il se classe 8e du championnat, avec un total de 11 victoires, 2 matchs nuls et 13 défaites.
La dernière présence en 1re division de l'O Elvas CAD remonte à la saison 1987-1988.
L'O Elvas CAD évolue pour la dernière fois en D2 lors de la saison 1990-1991.